# 多米尼克·赫巴蒂
多米尼克·赫巴蒂（Dominik Hrbatý，1978年1月4日—），是一位斯洛伐克職業網球運動員。於1996年轉為職業選手。單打最高世界排名曾達到第12位。他贏得過6個ATP巡迴賽冠軍。他亦是仅有的对两大球王罗杰·费德勒及拉斐尔·纳达尔在交手纪录上均保持领先的两位选手之一（另一位是亚历克斯·科雷查）。

## 外部連結
- 多米尼克·赫巴蒂（英文/西班牙文）的官方資料
- 多米尼克·赫巴蒂的國際網球總會 職業／青少年 官方資料（英文）
- 多米尼克·赫巴蒂的官方資料（英文）